# Campionat AMA de supercross
|  | Aquest article tracta sobre el títol de Campió AMA interestatal. Si cerqueu informació sobre el títol de Campió del món, vegeu «Campionat del Món de supercross». |

El Campionat AMA de supercross (en anglès, AMA Supercross Championship i conegut popularment com a AMA Supercross) és la màxima competició de supercross que es disputa als Estats Units. Està regulat per l'Associació Motociclista Americana (AMA) i patrocinat per Monster Energy, motiu pel qual el campionat s'anomena comercialment Monster Energy AMA Supercross.
Es tracta del campionat d'aquesta disciplina més antic del món, ja que se celebra d'ençà de 1974 (força abans que el Supercross arribés a Europa) i és la competició de referència internacional d'aquest esport. Entre el 2008 i el 2021, a més, actuà com a Campionat del Món de la disciplina en haver estat fusionat amb l'antic Campionat del Món de supercross, organitzat fins aleshores per la Federació Internacional de Motociclisme (FIM). Per aquesta raó, el guanyador del Campionat AMA en la màxima categoria, 450, era anomenat alhora campió del món de Supercross. A partir del 2022, ambdós campionats tornaren a anar per separat.

## Història
El 1972, durant la Inter-AMA, el promotor d'esdeveniments Michael Goodwin va organitzar allò que ell va anomenar «Super Bowl of Motocross» dins el Los Angeles Coliseum, a Los Angeles (Califòrnia), amb la participació dels millors pilots de motocròs de l'època. Aquesta primera competició fou un gran èxit comercial i va donar lloc a moltes imitacions. Es va consolidar així com una nova modalitat de motocròs que fou anomenada finalment «Supercross». Les actuals curses de Supercross són regulades per federacions o associacions motociclistes, organitzant-se'n diversos campionats arreu del món. D'aquests, el més antic i prestigiós de tots és el que organitza l'AMA.

## Característiques
L'AMA premia tres campions de Supercross cada any, un per a cada classe establerta: 450 (la principal), 250 East (subdivisió regional que engloba aproximadament la Costa Est, el Deep South, l'Oest Mitjà i Texas) i 250 West (subdivisió regional que coincideix aproximadament amb a la Costa Oest i el Corredor Mormó). El campió de 450 ha estat sempre considerat com al més prestigiós.

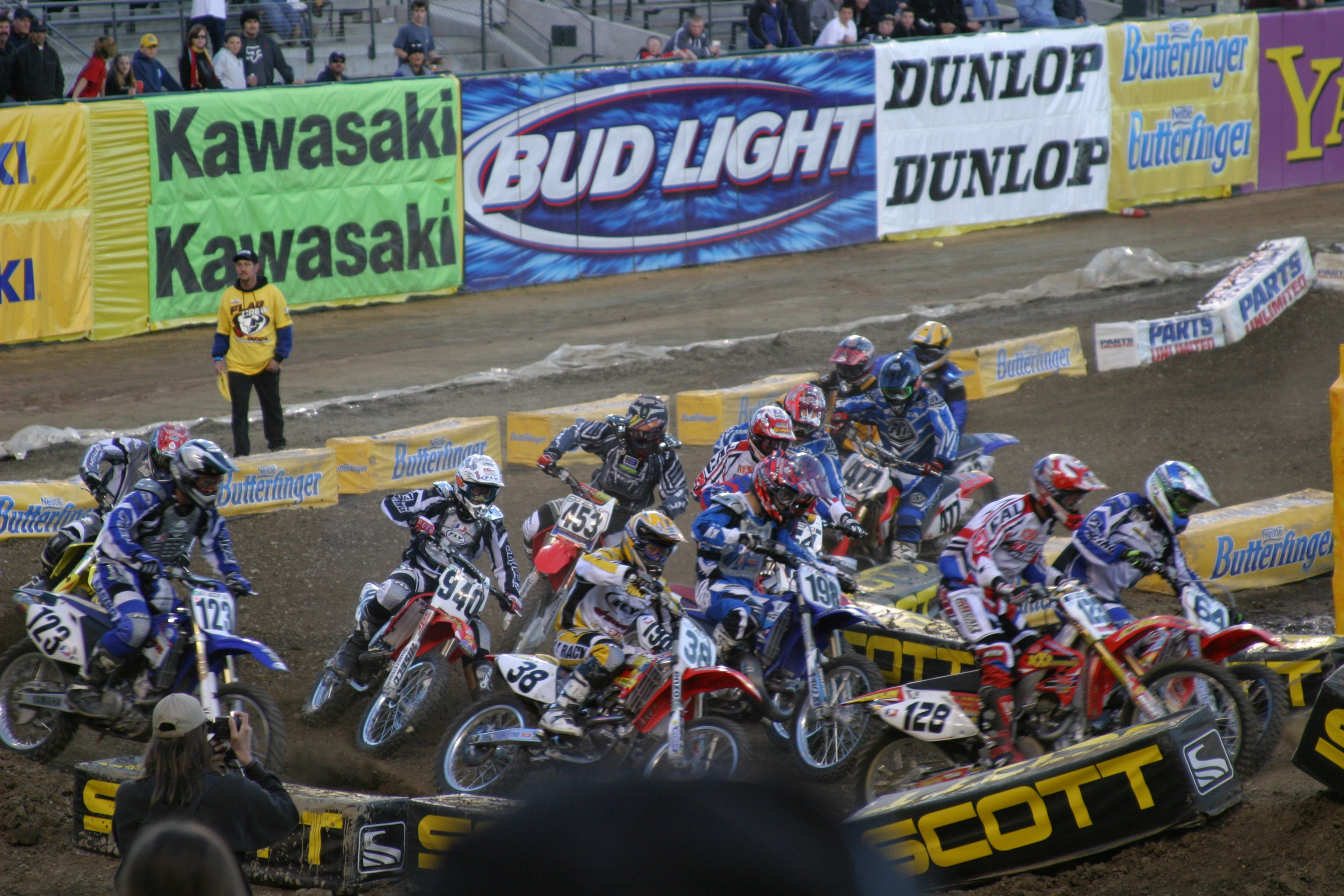
Sortida d'una de les curses del campionat del 2004, a San Francisco

Aquestes classes han anat evolucionant des de la instauració del campionat el 1974. Així, inicialment n'hi havia dues de basades en motors de dos temps (250cc i 500cc), que es varen reduir a només una, la de 250cc, ja a partir de la temporada de 1976. A partir de 1985 s'hi afegí la classe dels 125cc, també amb motors de dos temps, amb les dues clàssiques subdivisions regionals (est i oest). A partir del 2006, l'AMA, tal com havia fet al campionat de motocròs a l'aire lliure, va reconvertir les dues classes a motors de quatre temps, amb noves formulacions: la classe Supercross (SX) substituïa l'anterior de 250cc i es basava en motors de quatre temps de fins a 450cc. La classe Supercross Lites (SX Lites) substituïa l'anterior de 125cc i es basava en motors de quatre temps de fins a 250cc. Aquestes denominacions es mantingueren fins al 2012 i, a partir de la temporada del 2013, es varen reanomenar a 450 i 250 respectivament, que és la nomenclatura actualment vigent.
El campionat AMA comença a la darreria de desembre i dura fins a mitjan maig. Consta de disset rondes en la categoria de 450cc i vuit en la de 250cc de l'Oest al desembre, i de 8 rondes en la categoria de 250cc de l'Est al febrer. Ambdues competicions conflueixen en la ronda final, anomenada East-West Shootout, que se celebra al maig. Les proves que componen el campionat s'organitzen a 14 grans estadis i un circuit permanent de curses (en aquest darrer cas, arranjat temporalment com a estadi), d'una punta a l'altra dels Estats Units.

### Resum: Evolució de les classes
A data de 2023, el campionat AMA constava de dues classes: 450, la principal, i 250 (aquesta, en dues subdivisions geogràfiques: East i West). Tot seguit es resumeix l'evolució que han experimentat les classes del campionat des de la seva instauració fins a l'actualitat:
| Període          | De   | A          | Classe           | Àlies           | Motor | Cilindrada      |
| ---------------- | ---- | ---------- | ---------------- | --------------- | ----- | --------------- |
| 1974- 2005       | 1974 | 1975       | 500cc            | -               | 2T    | Fins a 500 cc   |
| 1974- 2005       | 1974 | 2005       | 250cc            | -               | 2T    | Fins a 250 cc   |
| 1974- 2005       | 1985 | 2005       | 125cc            | -               | 2T    | Fins a 125 cc   |
| 2006- Actualitat | 2006 | 2012       | Supercross       | SX              | 4T    | De 251 a 450 cc |
| 2006- Actualitat | 2006 | 2012       | Supercross Lites | SX Lites, Lites | 4T    | De 150 a 250 cc |
| 2006- Actualitat | 2013 | Actualitat | 450              | 450SX, 450cc    | 4T    | De 251 a 450 cc |
| 2006- Actualitat | 2013 | Actualitat | 250              | 250SX, 250cc    | 4T    | De 150 a 250 cc |

1. 1 2 3  La categoria inferior de supercross ha tingut sempre dues subdivisions geogràfiques (East i West), amb un campió per a cadascuna d'elles.

## Llista de guanyadors
Font:

### Primera etapa (1974-2005)
| Any  | 250cc             | 250cc  | 500cc           | 500cc     |
| Any  | Campió            | Moto   | Campió          | Moto      |
| ---- | ----------------- | ------ | --------------- | --------- |
| 1974 | Pierre Karsmakers | Yamaha | Gary Semics     | Husqvarna |
| 1975 | Jimmy Ellis       | Can-Am | Steve Stackable | Maico     |

| Any  | 250cc         | 250cc    |
| Any  | Campió        | Moto     |
| ---- | ------------- | -------- |
| 1976 | Jimmy Weinert | Kawasaki |
| 1977 | Bob Hannah    | Yamaha   |
| 1978 | Bob Hannah    | Yamaha   |
| 1979 | Bob Hannah    | Yamaha   |
| 1980 | Mike Bell     | Yamaha   |
| 1981 | Mark Barnett  | Suzuki   |
| 1982 | Donnie Hansen | Honda    |
| 1983 | David Bailey  | Honda    |
| 1984 | Johnny O'Mara | Honda    |

| Any  | 250cc             | 250cc    | 125cc West         | 125cc West | 125cc East         | 125cc East |
| Any  | Campió            | Moto     | Campió             | Moto       | Campió             | Moto       |
| ---- | ----------------- | -------- | ------------------ | ---------- | ------------------ | ---------- |
| 1985 | Jeff Ward         | Kawasaki | Bobby Moore        | Suzuki     | Eddie Warren       | Kawasaki   |
| 1986 | Ricky Johnson     | Honda    | Donny Schmit       | Kawasaki   | Keith Turpin       | Honda      |
| 1987 | Jeff Ward         | Kawasaki | Willie Surratt     | Suzuki     | Ron Tichenor       | Suzuki     |
| 1988 | Ricky Johnson     | Honda    | Jeff Matiasevich   | Kawasaki   | Todd DeHoop        | Suzuki     |
| 1989 | Jeff Stanton      | Honda    | Jeff Matiasevich   | Kawasaki   | Damon Bradshaw     | Yamaha     |
| 1990 | Jeff Stanton      | Honda    | Ty Davis           | Honda      | Denny Stephenson   | Suzuki     |
| 1991 | Jean-Michel Bayle | Honda    | Jeremy McGrath     | Honda      | Brian Swink        | Honda      |
| 1992 | Jeff Stanton      | Honda    | Jeremy McGrath     | Honda      | Brian Swink        | Suzuki     |
| 1993 | Jeremy McGrath    | Honda    | Jimmy Gaddis       | Kawasaki   | Doug Henry         | Honda      |
| 1994 | Jeremy McGrath    | Honda    | Damon Huffman      | Suzuki     | Ezra Lusk          | Suzuki     |
| 1995 | Jeremy McGrath    | Honda    | Damon Huffman      | Suzuki     | Mickael Pichon     | Kawasaki   |
| 1996 | Jeremy McGrath    | Honda    | Kevin Windham      | Yamaha     | Mickael Pichon     | Kawasaki   |
| 1997 | Jeff Emig         | Kawasaki | Kevin Windham      | Yamaha     | Tim Ferry          | Suzuki     |
| 1998 | Jeremy McGrath    | Yamaha   | John Dowd          | Yamaha     | Ricky Carmichael   | Kawasaki   |
| 1999 | Jeremy McGrath    | Yamaha   | Nathan Ramsey      | Kawasaki   | Ernesto Fonseca    | Yamaha     |
| 2000 | Jeremy McGrath    | Yamaha   | Shae Bentley       | Kawasaki   | Stéphane Roncada   | Yamaha     |
| 2001 | Ricky Carmichael  | Kawasaki | Ernesto Fonseca    | Yamaha     | Travis Pastrana    | Suzuki     |
| 2002 | Ricky Carmichael  | Honda    | Travis Preston     | Honda      | Chad Reed          | Yamaha     |
| 2003 | Ricky Carmichael  | Honda    | James Stewart, Jr. | Kawasaki   | Branden Jesseman   | Suzuki     |
| 2004 | Chad Reed         | Yamaha   | Ivan Tedesco       | Kawasaki   | James Stewart, Jr. | Kawasaki   |
| 2005 | Ricky Carmichael  | Suzuki   | Ivan Tedesco       | Kawasaki   | Grant Langston     | Kawasaki   |

### Segona etapa (2006-Actualitat)
A 15 de setembre de 2024
| Any  | 450                | 450       | 250 West         | 250 West  | 250 East           | 250 East  |
| Any  | Campió             | Moto      | Campió           | Moto      | Campió             | Moto      |
| ---- | ------------------ | --------- | ---------------- | --------- | ------------------ | --------- |
| 2006 | Ricky Carmichael   | Suzuki    | Grant Langston   | Kawasaki  | Davi Millsaps      | Honda     |
| 2007 | James Stewart, Jr. | Kawasaki  | Ryan Villopoto   | Kawasaki  | Ben Townley        | Kawasaki  |
|      |                    |           |                  |           |                    |           |
| 2008 | Chad Reed          | Yamaha    | Jason Lawrence   | Yamaha    | Trey Canard        | Honda     |
| 2009 | James Stewart, Jr. | Yamaha    | Ryan Dungey      | Suzuki    | Christophe Pourcel | Kawasaki  |
| 2010 | Ryan Dungey        | Suzuki    | Jake Weimer      | Kawasaki  | Christophe Pourcel | Kawasaki  |
| 2011 | Ryan Villopoto     | Kawasaki  | Broc Tickle      | Kawasaki  | Justin Barcia      | Honda     |
| 2012 | Ryan Villopoto     | Kawasaki  | Eli Tomac        | Honda     | Justin Barcia      | Honda     |
| 2013 | Ryan Villopoto     | Kawasaki  | Ken Roczen       | KTM       | Wil Hahn           | Honda     |
| 2014 | Ryan Villopoto     | Kawasaki  | Jason Anderson   | KTM       | Justin Bogle       | Honda     |
| 2015 | Ryan Dungey        | KTM       | Cooper Webb      | Yamaha    | Marvin Musquin     | KTM       |
| 2016 | Ryan Dungey        | KTM       | Cooper Webb      | Yamaha    | Malcolm Stewart    | Honda     |
| 2017 | Ryan Dungey        | KTM       | Justin Hill      | Kawasaki  | Zach Osborne       | Husqvarna |
| 2018 | Jason Anderson     | Husqvarna | Aaron Plessinger | Yamaha    | Zach Osborne       | Husqvarna |
| 2019 | Cooper Webb        | KTM       | Dylan Ferrandis  | Yamaha    | Chase Sexton       | Honda     |
| 2020 | Eli Tomac          | Kawasaki  | Dylan Ferrandis  | Yamaha    | Chase Sexton       | Honda     |
| 2021 | Cooper Webb        | KTM       | Justin Cooper    | Yamaha    | Colt Nichols       | Yamaha    |
|      |                    |           |                  |           |                    |           |
| 2022 | Eli Tomac          | Yamaha    | Christian Craig  | Yamaha    | Jett Lawrence      | Honda     |
| 2023 | Chase Sexton       | Honda     | Jett Lawrence    | Honda     | Hunter Lawrence    | Honda     |
| 2024 | Jett Lawrence      | Honda     | RJ Hampshire     | Husqvarna | Tom Vialle         | KTM       |

1. ↑  La categoria "450", reservada a motocicletes de fins a 450 cc amb motor de quatre temps, s'anomenà "Supercross" (SX) entre el 2006 i el 2012.
2. 1 2  La categoria "250", reservada a motocicletes de fins a 250 cc amb motor de quatre temps, s'anomenà "Supercross Lites" (SX Lites) entre el 2006 i el 2012.
3. ↑  Entre el 2008 i el 2021, el Campionat AMA en categoria màxima (450) estigué fusionat amb el Campionat del Món regulat antigament per la FIM.

## Estadístiques

### Campions amb més de tres títols

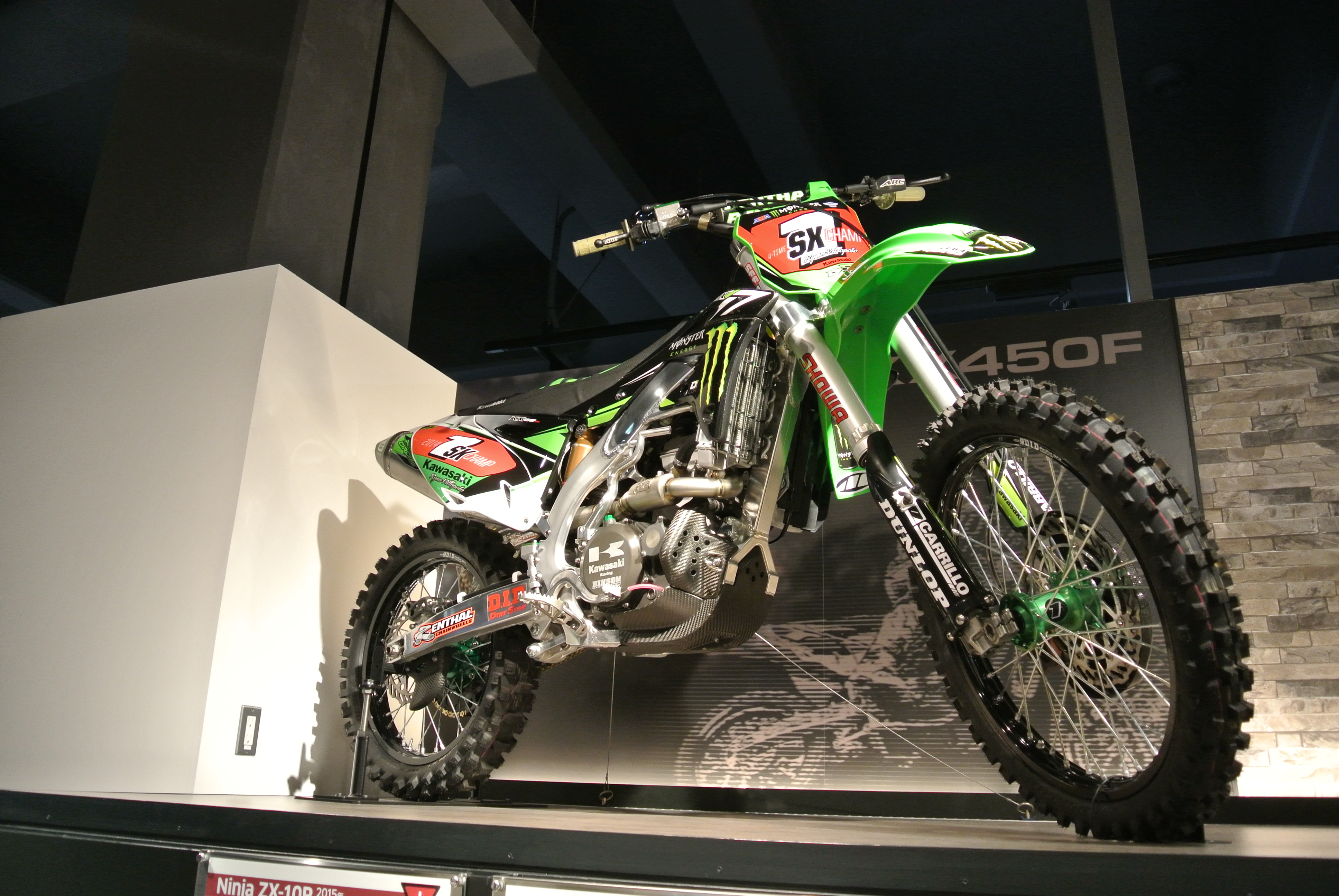
La Kawasaki KX450F que va pilotar Ryan Villopoto el 2014

A 15 de setembre de 2024
| Pilot              | Títols                               |
| ------------------ | ------------------------------------ |
| Jeremy McGrath     | 9 (7 x 250cc, 2 x 125cc)             |
| Ricky Carmichael   | 6 (1 x 450 cc, 4 x 250cc, 1 x 125cc) |
| Ryan Dungey        | 5 (4 x 450, 1 x 250)                 |
| Ryan Villopoto     | 5 (4 x 450, 1 x 250)                 |
| James Stewart, Jr. | 4 (2 x 450, 2 x 125cc)               |
| Cooper Webb        | 4 (2 x 450, 2 x 250)                 |

## Llista d'estadis emprats
Fonts:

### Estadis actuals

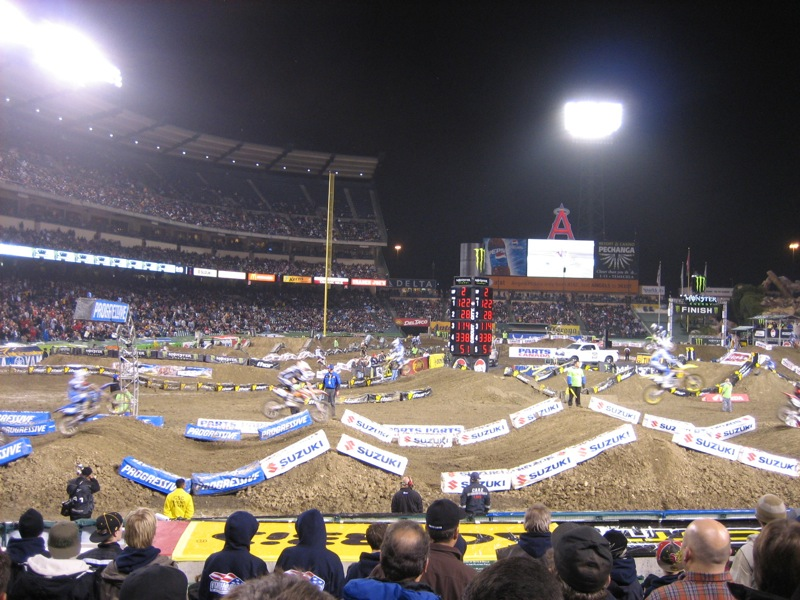
Cursa de Supercross a l'Angel Stadium d'Anaheim (Califòrnia) el 2008

A 31 d'agost de 2023
| Estadi                         | Ciutat          | Estat       | Període                                                     | Tipus             |
| ------------------------------ | --------------- | ----------- | ----------------------------------------------------------- | ----------------- |
| Daytona International Speedway | Daytona Beach   | Florida     | 1971–actualitat                                             | Circuit de curses |
| Snapdragon Stadium             | San Diego       | Califòrnia  | 2023–actualitat                                             | Futbol americà    |
| NRG Stadium                    | Houston         | Texas       | 2003–2015, 2018–2019, 2021, 2023–actualitat                 | Futbol americà    |
| Raymond James Stadium          | Tampa           | Florida     | 1999, 2018, 2020, 2023–actualitat                           | Futbol americà    |
| MetLife Stadium                | East Rutherford | Nova Jersey | 2014–2017, 2019, 2023–actualitat                            | Futbol americà    |
| Nissan Stadium                 | Nashville       | Tennessee   | 2019, 2023–actualitat                                       | Futbol americà    |
| Angel Stadium                  | Anaheim         | Califòrnia  | 1976–1979, 1981–1987, 1989–1996, 1999–2020, 2022-actualitat | Beisbol           |
| Oakland Coliseum               | Oakland         | Califòrnia  | 1979–1980, 1984, 2011–2020, 2022-actualitat                 | Beisbol           |
| Rice–Eccles Stadium            | Salt Lake City  | Utah        | 2001–2004, 2009–2013, 2017–2018, 2020–actualitat            | Futbol americà    |
| Lumen Field                    | Seattle         | Washington  | 2005–2014, 2017–2019, 2022-actualitat                       | Futbol americà    |
| Ford Field                     | Detroit         | Michigan    | 2006–2008, 2014–2017, 2019, 2022-actualitat                 | Futbol americà    |
| Lucas Oil Stadium              | Indianapolis    | Indiana     | 2009–2019, 2021–actualitat                                  | Futbol americà    |
| AT&T Stadium                   | Arlington       | Texas       | 2010–actualitat                                             | Futbol americà    |
| State Farm Stadium             | Glendale        | Arizona     | 2016–2020, 2022–actualitat                                  | Futbol americà    |
| Empower Field at Mile High     | Denver          | Colorado    | 2019, 2022–actualitat                                       | Futbol americà    |
| Atlanta Motor Speedway         | Hampton         | Georgia     | 2021–actualitat                                             | Circuit de curses |

### Estadis anteriors
| Estadi                             | Ciutat           | Estat             | Període                                    | Tipus                    |
| ---------------------------------- | ---------------- | ----------------- | ------------------------------------------ | ------------------------ |
| Gillette Stadium                   | Foxborough       | Massachusetts     | 2016, 2018, 2022                           | Futbol americà           |
| U.S. Bank Stadium                  | Minneapolis      | Minnesota         | 2017–2019, 2022                            | Futbol americà           |
| Petco Park                         | San Diego        | Califòrnia        | 2015–2020, 2022                            | Beisbol                  |
| The Dome at America's Center       | St. Louis        | Missouri          | 1996–2018, 2020, 2022                      | Futbol americà           |
| Camping World Stadium              | Orlando          | Florida           | 1983–1985, 1991–1997, 2005–2007, 2021      | Futbol americà           |
| Mercedes-Benz Stadium              | Atlanta          | Georgia           | 2018–2020                                  | Futbol americà           |
| Sam Boyd Stadium                   | Las Vegas        | Nevada            | 1990–1995, 1997–2019                       | Futbol americà           |
| Georgia Dome                       | Atlanta          | Geòrgia           | 1993–2017                                  | Futbol americà           |
| Rogers Centre                      | Toronto          | Ontario           | 2008–2014, 2016–2017                       | Beisbol / futbol americà |
| Levi's Stadium                     | Santa Clara      | Califòrnia        | 2015–2016                                  | Futbol americà           |
| Chase Field                        | Phoenix          | Arizona           | 1999–2015                                  | Beisbol                  |
| Qualcomm Stadium                   | San Diego        | Califòrnia        | 1980–1982, 1985–1987, 1989–1996, 1998–2014 | Beisbol / futbol americà |
| Hubert H. Humphrey Metrodome       | Minneapolis      | Minnesota         | 1994–2004, 2008, 2013                      | Beisbol / futbol americà |
| Mercedes-Benz Superdome            | Nova Orleans     | Louisiana         | 1977–1980, 1998–2002, 2009, 2012           | Futbol americà           |
| Dodger Stadium                     | Los Angeles      | Califòrnia        | 2011–2012                                  | Beisbol                  |
| Jacksonville Municipal Stadium     | Jacksonville     | Florida           | 2009–2011                                  | Futbol americà           |
| AT&T Park                          | San Francisco    | Califòrnia        | 2003–2010                                  | Beisbol                  |
| Texas Stadium                      | Irving           | Texas             | 1975–1977, 1985–1989, 1991–2008            | Futbol americà           |
| RCA Dome                           | Indianapolis     | Indiana           | 1992–2008                                  | Futbol americà           |
| Pontiac Silverdome                 | Pontiac          | Michigan          | 1976–1984, 1986–2005                       | Futbol americà           |
| Astrodome                          | Houston          | Texas             | 1974–2002                                  | Beisbol / futbol americà |
| Route 66 Raceway                   | Joliet           | Illinois          | 2000                                       | Circuit de curses        |
| Kingdome                           | Seattle          | Washington        | 1978–1999                                  | Beisbol / futbol americà |
| Los Angeles Memorial Coliseum      | Los Angeles      | Califòrnia        | 1972–1979, 1981–1982, 1984–1992, 1997–1998 | Futbol americà           |
| Sun Devil Stadium                  | Phoenix          | Arizona           | 1986–1987, 1991, 1997–1998                 | Futbol americà           |
| Tampa Stadium                      | Tampa            | Florida           | 1987–1990, 1992–1994, 1996, 1998           | Futbol americà           |
| Charlotte Motor Speedway           | Charlotte        | Carolina del Nord | 1996–1998                                  | Circuit de curses        |
| Mile High Stadium                  | Denver           | Colorado          | 1996                                       | Futbol americà           |
| American Legion Memorial Stadium   | Charlotte        | Carolina del Nord | 1990–1995                                  | Futbol americà           |
| Spartan Stadium                    | San Jose         | Califòrnia        | 1990–1995                                  | Futbol americà           |
| Cleveland Stadium                  | Cleveland        | Ohio              | 1995                                       | Beisbol / futbol americà |
| Rose Bowl                          | Pasadena         | Califòrnia        | 1983–1985, 1990, 1993                      | Futbol americà           |
| Atlanta-Fulton County Stadium      | Atlanta          | Geòrgia           | 1977–1986, 1989–1992                       | Beisbol / futbol americà |
| Giants Stadium                     | East Rutherford  | Nova Jersey       | 1987–1991                                  | Futbol americà           |
| State Fair Speedway                | Oklahoma City    | Oklahoma          | 1989–1991                                  | Circuit de curses        |
| Tropicana Field                    | St. Petersburg   | Florida           | 1991                                       | Beisbol / futbol americà |
| Cotton Bowl                        | Dallas           | Texas             | 1983–1984, 1990                            | Futbol americà           |
| Foxboro Stadium                    | Foxborough       | Massachusetts     | 1983–1984, 1990                            | Futbol americà           |
| Joe Robbie Stadium                 | Miami            | Florida           | 1989                                       | Futbol americà           |
| Miami Orange Bowl                  | Miami            | Florida           | 1987                                       | Futbol americà           |
| Talladega Superspeedway            | Talladega        | Alabama           | 1984                                       | Circuit de curses        |
| Rich Stadium                       | Orchard Park     | Nova York         | 1984                                       | Futbol americà           |
| Cal Expo                           | Sacramento       | Califòrnia        | 1984                                       | Circuit de curses        |
| Three Rivers Stadium               | Pittsburgh       | Pensilvània       | 1978, 1983                                 | Beisbol / futbol americà |
| Arrowhead Stadium                  | Kansas City      | Missouri          | 1980–1983                                  | Futbol americà           |
| Robert F. Kennedy Memorial Stadium | Washington, D.C. |                   | 1983                                       | Beisbol / futbol americà |
| John F. Kennedy Stadium            | Filadèlfia       | Pensilvània       | 1980                                       | Futbol americà           |